# Wahadło rewersyjne

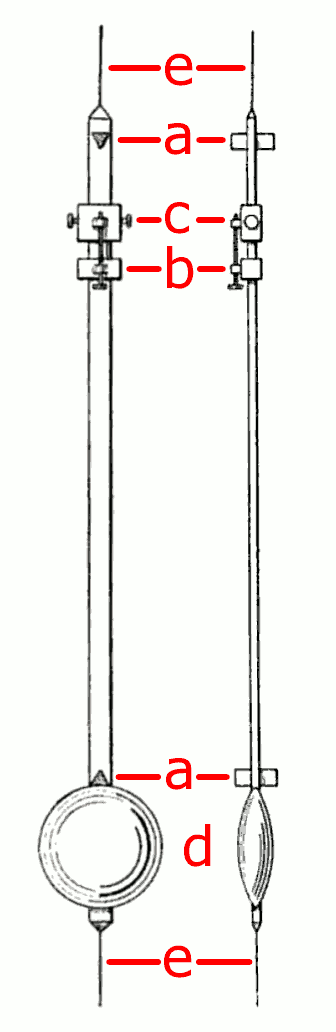
Wahadło rewersyjne Katera
(a) ostrza na których wahadło jest zawieszane
(b) masa regulacyjna, przesuwana przy pomocy śruby
(c) element przytwierdzający regulator do wahadła
(d) wahadło
(e) końcówki do precyzyjnego odczytu przejścia przez położenie równowagi

Wahadło rewersyjne (odwracalne) – wahadła fizyczne o dwóch równoległych osiach zawieszenia i regulowanym rozkładzie masy, używane do wyznaczania bezwzględnej wartości przyspieszenia ziemskiego. Wahadło zostało skonstruowane i wykorzystane przez Henry’ego Katera w 1817 roku.
Składa się ono z metalowego pręta, dwóch ostrzy O i O′ na których można je zawieszać oraz z dwóch lub trzech metalowych brył w kształcie soczewki (by zmniejszyć opór powietrza), z których jedna może być przesuwana po pręcie, pozwala to na zmianę rozkładu masy w wahadle, a tym samym zmianę okresu drgań wahadła. Odpowiednie rozmieszczenie masy wahadła umożliwia określenie długości zredukowanej wahadła bez znajomości trudno mierzalnego momentu bezwładności i położenia środka masy. Przy odpowiednio dobranym położeniu ruchomej masy okres drgań wahadła dla obu zawieszeń jest jednakowy i równy okresowi drgań wahadła matematycznego o długości równej odległości między osiami obrotu. Wahadło pozwala wyznaczyć wartość przyspieszenia ziemskiego na podstawie okresu wahań i odległości między ostrzami zawieszeń:
{\displaystyle g={\frac {4\pi ^{2}l}{T^{2}}},}
gdzie:
{\displaystyle l} – odległość między punktami zawieszenia wahadła (osiami),
{\displaystyle T} – okres drgań wahadła.

## Historia

### Konstrukcje przed XIX w.

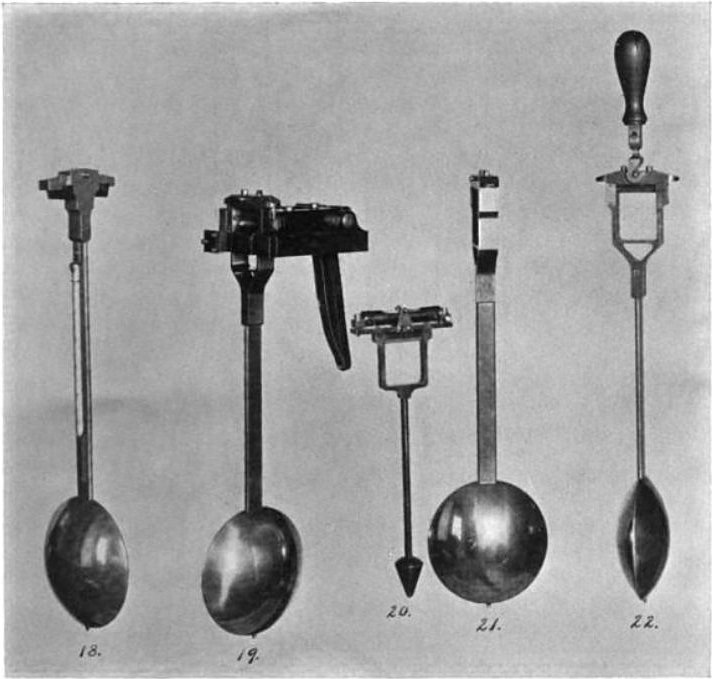
Wahadła stosowane w aparaturze grawimetrycznej Thomasa Mendenhall w 1890 roku

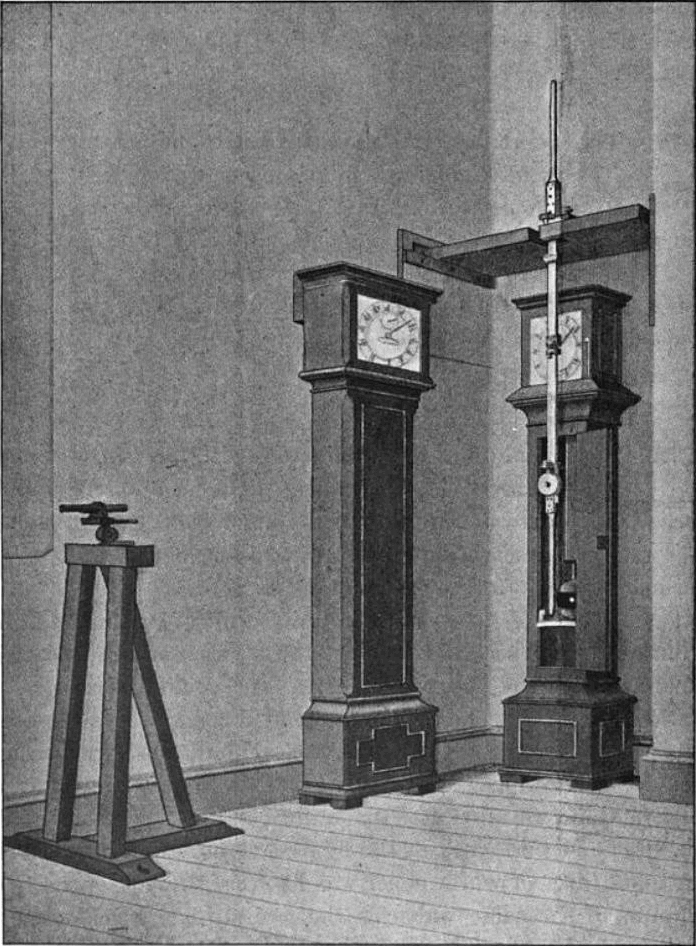
Zestaw do pomiaru grawitacji z wahadłem rewersyjnym. Rysunek z 1904 r. prawdopodobnie na podstawie oryginalnej pracy Katera z 1818 r.

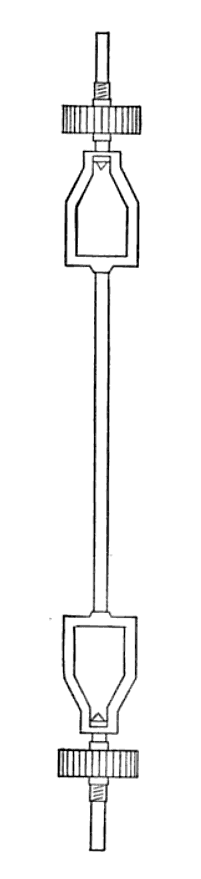
Symetryczne odwracalne wahadło skonstruowane przez Repsolda w 1869 r.

Historia stosowania wahadeł do pomiaru przyspieszenia ziemskiego rozpoczyna się w XVII w. Pierwszą osobą, która odkryła, że grawitacja zmieniała się na powierzchni Ziemi, był francuski naukowiec Jean Richer, który w 1671 roku został wysłany przez Francuską Akademię Nauk do Kajenna w Gujanie Francuskiej. Richer ustalił, że zegar wahadłowy był o około 2½ minuty dziennie wolniejszy niż w Paryżu. Naukowcy uświadomili sobie, a udowodnił to Izaak Newton w 1687 r., że jest to spowodowane tym, że Ziemia nie jest idealną kulą, lecz jest lekko spłaszczona. Nie było wówczas wzorca wahadła, by porównać wyniki pomiarów z innymi pomiarami należało porównać w tym samym miejscu okres budowanego wahadła z wzorcowym. Od tego czasu wahadła zaczęły być używane jako precyzyjne grawimetry, odbywając podróże do różnych części świata w celu pomiaru lokalnego przyspieszenia grawitacyjnego. Gromadzenie danych o grawitacji geograficznej skutkowało coraz dokładniejszymi modelami ogólnego kształtu Ziemi.
Wahadła były tak powszechnie stosowane do pomiaru grawitacji, że na początku XIX w. lokalna siła grawitacji była zwykle wyrażana nie przez wartość przyspieszenia, ale przez długość wahadła sekundowego, przechodzącego przez punkt równowagi co sekundę.
W czasach Katera okres wahadła można było bardzo dokładnie zmierzyć, zliczając tzw. liczbę „zbiegów okoliczności”, to jest jednoczesnego przejścia przez punkt równowagi wahadła badanego z wahadłem zegara synchronizowanego ze zjawiskami astronomicznymi. Przed odkryciem Katera dokładność pomiarów, a szczególnie niemożliwość określenia bezwzględnej wartości przyspieszenia ziemskiego była ograniczona trudnością dokładnego określenia długości wahadła. Równanie wahadła jest określone dla wahadła matematycznego składającego się z punktowej masy zawieszonej na nieważkiej nici, odniesienie rzeczywistego wahadła na model matematyczny jest trudne. W 1673 holenderski naukowiec Christiaan Huygens w swojej matematycznej analizie wahadła Horologium Oscillatorium wykazał, że wahadło fizyczne ma ten sam okres co wahadło o długości równej odległości między punktem obrotu a punktem zwanym środkiem oscylacji. Położenie tych punktów w wahadle zależy od rozkładu masy w nim i że wahadło zawieszone odwrotnie, w punkcie oscylacji ma taki sam okres, z tego wynika że odległość między tymi punktami jest równa długości zredukowanej wahadła. Problem polegał na tym, że nie znano sposobu na dokładne ustalenie położenie środka oscylacji w prawdziwym wahadle. Można by obliczyć jego położenie z kształtu wahadła, gdyby części metalowe miały jednolitą gęstość, ale jakość metalurgiczna i dokładność wykonania, a także umiejętności matematyczne tamtego czasu nie pozwalały na dokładne obliczenie. Nie wykorzystywano zasady odkrytej przez Huygensa.
Większość wczesnych badaczy grawitacji, takich jak Jean Picard (1669), Charles Marie de La Condamine (1735) i Jean-Charles de Borda (1792) budowało wahadła, zwane wahadłami prostymi, które w miarę możliwości odpowiadały wahadłu matematycznemu. Uznając, że drut ma znikomą masę, za środek oscylacji przyjmowano środek ciężkości kuli. Problemy sprawia też, że ten rodzaj wahadła z natury nie jest zbyt dobrą realizacją wahadła matematycznego, ma ono tendencję do odchylenia od płaszczyzny drgań. Również drut rozciąga się podczas wahania wahadła, zmieniając nieznacznie jego długość, a kula i drut stawiają opór powietrzu. Pod koniec XVIII w. najdokładniejsze pomiary przeprowadzał Thomasa Mendenhall, używając wahadeł będących bryłami sztywnymi.

### Kater
W ramach komitetu powołanego przez Royal Society w 1816 r. w celu zreformowania brytyjskich jednostek miar, Henry Kater dostał zlecenie dokładnego ustalenia długości wahadła sekundowego. Uświadomił sobie, że odkryta przez Huygensa zasada, może być wykorzystana do znalezienia środka oscylacji, a więc długości zredukowanej wahadła fizycznego. Henry Kater w 1817 r. zaprojektował, zbudował i zastosował obracalne wahadło fizyczne umożliwiające pomiar absolutnej wartości przyspieszenia ziemskiego, określanej tylko na podstawie pomiaru okresu drgań i odległości między ostrzami zawieszenia wahadła.
Wahadło Katera składało się z mosiężnego pręta, do którego przymocowano płaski okrągły bob z mosiądzu i dwóch regulowanych obciążników, z których mniejszy był regulowany za pomocą śruby. Wahadło miało krawędzie noża skierowane do wewnątrz po przeciwnych stronach środka ciężkości, na których je zawieszano. Przesuwanie ostrzy było niewygodne, nie zapewniało ich dobrej równoległości po regulacji, dlatego noże zamocowano na stałe w określonej odległości, a regulowano rozkład masy wahadła, przez przesuwanie niewielkich ciężarków tak, by uzyskać takie same okresy drgań dla obu zawieszeń. Kiedy okresy wahań uznano za takie same, odległość między krawędziami noży była długością wahadła matematycznego o takim samym okresie drgań. Kater określił czas wahnięcia metodą zbiegów okoliczności, umieszczając zegar wahadłowy za wahadłem pomiarowym. Zegar był wcześniej naregulowany wg zjawisk astronomicznych. Kater w obliczeniach uwzględnił poprawkę na wyporność powietrza. Długości wahadła sekundowego w Londynie, zredukowana do poziomu morza, została określona na 39,13929 cali.
Kater nie był pierwszym, który zaproponował użycie jako wzorca wahadła fizycznego zawieszanego w różnych punktach. W 1792 r., gdy rozważano w Paryżu propozycję ustanowienia standardu długości jako długości sekundowego wahadła, baron de Prony zaproponował zastosowanie wahadła fizycznego o trzech osiach wahania. 1800 roku zaproponował zawieszenie wahadła na krawędziach nożowych, wokół których wahadło może wykonać drgania w równych momentach. Propozycje De Prony’ego nie zostały zaakceptowane, a jego dokumenty pozostały niepublikowane do 1889 roku, kiedy to zostały odkryte przez Defforges. Wybrano wówczas eksperymenty z wahadłem kulowym, a określenie długości sekund zostało przeprowadzone przez Bordę i Cassiniego. Bohnenberger w swojej Astronomii (1811), przedstawił propozycję zastosowania odwracanego wahadła do bezwzględnego wyznaczania grawitacji; w ten sposób uzyskał pierwszeństwo w publikacji. Kater niezależnie wymyślił wahadło odwracalne i jako pierwszy zaprojektował, skonstruował i używał go.
Po doświadczeniach z obracalnym wahadłem Kater zaprojektował nieodwracalne wahadło z pojedynczym nożowym zawieszeniem, podobne w formie zewnętrznej do wahadła odwracalnego. Znane jest trzynaście niezmiennych wahadeł Katera zbudowanych i wykorzystywanych na całym świecie. Sam Kater używał nieodwracalne wahadło w Londynie i w różnych miejscach na Wyspach Brytyjskich. Edward Sabine, w latach 1820–1825, odbywał podróże i mierzył przyspieszenie ziemskie niezmiennymi wahadłami Katera od Indii Zachodnich po Grenlandię i Spitzbergen. W 1820 r. Kater dostarczył nieodwracalne wahadło Basil Hall, który uruchamiał je w Londynie, a następnie w pobliżu równika i na półkuli południowej, a także w Londynie w 1823 r., to samo wahadło zostało przekazane Fiodorowi Litke z Rosji, który wykonywał pomiary grawitacji podczas podróży dookoła świata w latach 1826–1829.

### Bessel
Bessel prowadził eksperymenty z wahadłami do pomiaru grawitacji w Królewcu w latach 1825–1827. Jego wahadło nie było wahadłem odwracanym, miało możliwość uruchomienia przy dwóch długościach. Używał wahadła prostego, które składało się z kuli zawieszanej na cienkim drucie, którego górny koniec był zaciskany poziomymi walcami. Mechanizm miał dwa takie zaciski  oddalone o jeden toise  (ok. 1,949 m), wahadło uruchamiano raz z zaciskiem górnym a raz dolnym, przy czym dolny koniec wahadła był na tej samej wysokości.  Bessel określał okres wahadła metodą zbiegów okoliczności z wahadłem zegara i by uniknąć zakłóceń od tego wahadła, było ono umieszczone w pewnej odległości od wahadła. Wkładem Bessela w zwiększenie precyzji pomiarów przyspieszenia ziemskiego z użyciem wahadeł było wprowadzenie udoskonaleń w konstrukcji wahadeł, takich jak zawieszenie drutu, połączenie drutu z kulą wahadła. Analizując wpływ powietrza na ruch wahadła oprócz znanego wcześniej wpływu wyporu, uwzględnił także zwiększenie masy wahadła w wyniku poruszania się razem z wahadłem powietrza w jego pobliżu.

### Późniejsze wykorzystania
W 1956 r. Katedra Geodezji Wyższej Politechniki Warszawskiej we współpracy z Instytutem Geodezji i Kartografii przeprowadziła precyzyjne pomiary grawimetryczne z użyciem aparatury wahadłowej.

## Zasada działania

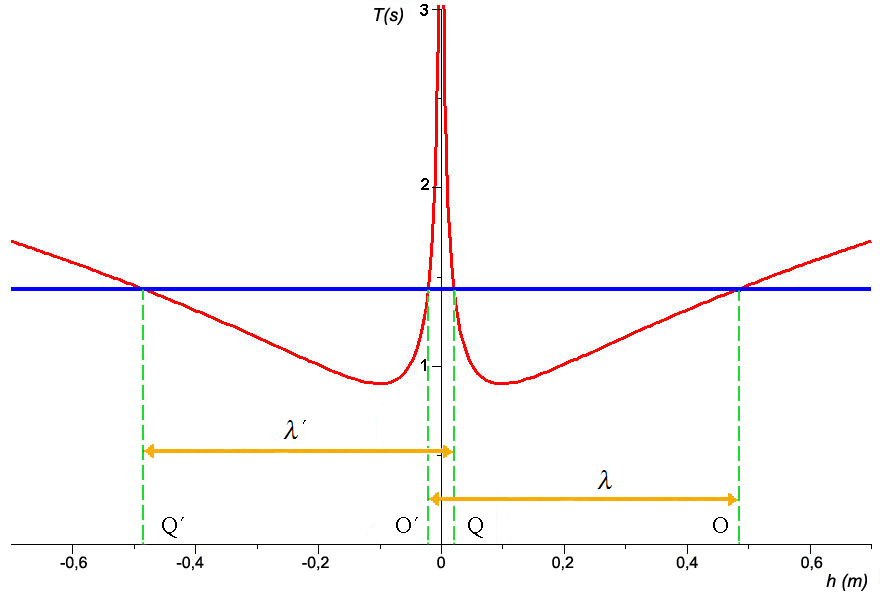
Zależność okresu drgań wahadła fizycznego w zależności o odległości zawieszania od środka masy

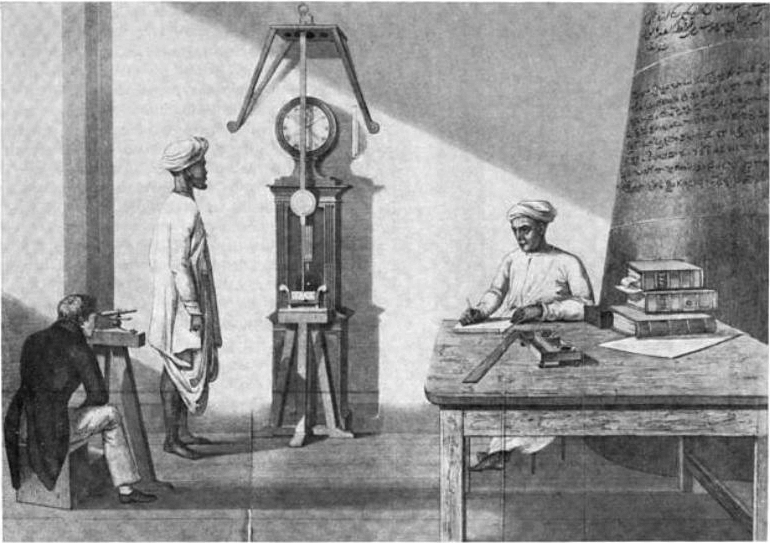
Pomiar względnej wartości przyspieszenia ziemskiego niezmiennym wahadłem Katera w Indiach.

Okres drgań wahadła fizycznego i odpowiadający mu okres drgań wahadła matematycznego jest równy:
{\displaystyle T=2\pi {\sqrt {\frac {I}{mga}}}}
{\displaystyle T=2\pi {\sqrt {\frac {l}{g}}}}
Z tych zależności można zapisać:
{\displaystyle l={\frac {gT^{2}}{4\pi ^{2}}}={\frac {I}{ma}}}
Moment bezwładności wahadła względem osi obrotu zależy od odległości od środka masy wg twierdzenia Steinera i po podstawieniu do wzoru na okres drgań:
{\displaystyle I=I_{c}+ma^{2}}
{\displaystyle T^{2}=4\pi ^{2}{\frac {I_{c}+ma^{2}}{mga}}}
{\displaystyle 4\pi ^{2}ma^{2}-T^{2}mga+4\pi ^{2}I_{c}=0}
Z równania na okres drgań wahadła fizycznego wynika, że dla danego wahadła i przy danym przyspieszeniu ziemskim, okres drgań zależy tylko od odległości punktu zawieszenia wahadła od środka ciężkości, co oznacza że zbiór punktów zawieszenia wahadła, w których ma ono dany okres drgań tworzy na płaszczyźnie okrąg o środku w środku masy. Równanie to zapisane jako wielomian ze względu na a, jest wielomianem drugiego stopnia, które może mieć dwa, jedno lub zero rozwiązań. W takim razie dla danej bryły, punkty zawieszenia, w których wahadło ma dany okres drgań tworzą dwa okręgi, a ograniczając zawieszenie do prostej w osi wahadła, ma ono 4 punkty zawieszenia o danym okresie drgań.
Wahadło fizyczne ma najmniejszy okres drgań przy zawieszeniu w odległości od środka masy:
{\displaystyle a_{m}={\sqrt {\frac {I_{c}}{m}}}}
{\displaystyle T_{m}=2\pi {\sqrt {\frac {a_{m}}{g}}}=2\pi {\sqrt {\frac {\sqrt {\frac {I_{c}}{m}}}{g}}}=2\pi {\sqrt[{4}]{\frac {I_{c}}{mg^{2}}}}}
Przyjmując, że środek ciężkości leży w odległości b od drugiego zawieszenia i wahadło ma taki sam okres drgań dla obu zawieszeń:
{\displaystyle T^{2}=4\pi ^{2}{\frac {I_{c}+ma^{2}}{mga}}=4\pi ^{2}{\frac {I_{c}+mb^{2}}{mgb}}}
{\displaystyle I_{c}=mab}
{\displaystyle T^{2}=4\pi ^{2}{\frac {mab+ma^{2}}{mga}}=4\pi ^{2}{\frac {b+a}{g}}=4\pi ^{2}{\frac {l}{g}}}
gdzie:
- {\displaystyle l=a+b} jest odległością między zawieszeniami wahadła.

Oznacza to, że konstruując wahadło, w którym środek masy i dwa punkty zawieszenia leżą na jednej linii i jeśli wahadło ma taki sam okres drgań dla tych punktów, to okres drgań wahadła odpowiada okresowi drgań wahadła matematycznego o długości równej odległości między punktami zawieszenia.
{\displaystyle T=2\pi {\sqrt {\frac {l}{g}}}}
{\displaystyle g=4\pi ^{2}{\frac {l}{T^{2}}}}
Wahadło o okresach drgań różniących się.
Oznaczając przez {\displaystyle a} i {\displaystyle b} odległości dla wahadła w obu zawieszeniach, zachodzi:
{\displaystyle T_{a}^{2}=4\pi ^{2}{\frac {I_{c}+ma^{2}}{mga}}}
{\displaystyle T_{b}^{2}=4\pi ^{2}{\frac {I_{c}+mb^{2}}{mgb}}}
Z tego wynika:
{\displaystyle {\frac {8\pi ^{2}}{g}}=2{\frac {T_{a}^{2}-T_{b}^{2}}{a^{2}-b^{2}}}={\frac {(T_{a}^{2}+T_{b}^{2})(a-b)+(T_{a}^{2}-T_{b}^{2})(a+b)}{(a+b)(a-b)}}={\frac {T_{a}^{2}+T_{b}^{2}}{a+b}}+{\frac {T_{a}^{2}-T_{b}^{2}}{a-b}}}
{\displaystyle g={\frac {8\pi ^{2}}{{\frac {T_{a}^{2}+T_{b}^{2}}{a+b}}+{\frac {T_{a}^{2}-T_{b}^{2}}{a-b}}}}\approx {\frac {4\pi ^{2}L}{\left({\frac {T_{a}^{2}+T_{b}^{2}}{2}}\right)^{2}}}\left(1+2{\frac {T_{a}-T_{b}}{T_{a}+T_{b}}}{\frac {L}{L-2a}}\right)}
Powyższe wzory wynikają z opracowanej przez Bessela w 1826 r. analizy niesymetrycznego wahadła rewersyjnego.

## Współcześnie
W drugiej połowie XX w wynaleziono inne łatwiejsze metody pomiaru przyspieszenia ziemskiego. Wahadło odwracalne jest powszechnie wykorzystywane w dydaktyce fizyki, studenci dokonując regulacji położenia ruchomej masy, mogą dobrać rozkład masy, tak by wahadło miało długość zredukowaną równą odległości między zawieszeniami oraz samodzielne wyznaczenie przyspieszenia ziemskiego.
W doświadczeniu wyznacza się okresy drgań dla obu zawieszeń, przesuwa się soczewkę ruchomą, dążąc do wyrównania okresów drgań względem ostrza O z drganiami względem ostrza O′. Uzyskanie jednakowych okresów drgań jest bardzo trudne, dlatego wyznaczenia równego okresu drgań dokonuje się przez interpolację oraz znalezienie przecięcia dwóch wykresów funkcji okresu drgań od położenia przesuwanej masy (graficznie lub analitycznie).